# Serapias
Serapias là một chi lan. Loài này có thể được tìm thấy trên khắp miền nam châu Âu đến Tiểu Á. 

## Các loài
Các loài trong chi gồm:
- Serapias bergonii
- Serapias cordigera
- Serapias cossyrensis
- Serapias istriaca
- Serapias levantina
- Serapias lingua
- Serapias neglecta
- Serapias nurrica
- Serapias olbia
- Serapias orientalis
- Serapias parviflora
- Serapias perez-chiscanoi
- Serapias politisii
- Serapias strictiflora
- Serapias vomeracea

## Lai tự nhiên
- Serapias × albertii (S. neglecta × S. vomeracea)
- Serapias × ambigua (S. cordigera × S. lingua)
- Serapias × ambigua nothosubsp ambigua (S. cordigera × S. lingua)
- Serapias × ambigua nothosubsp panormosana (S. cordigera subsp. cretica × S. lingua)
- Serapias × cypria (S. bergonii × S. orientalis subsp. levantina)
- Serapias × euxina (S. bergonii × S. orientalis)
- Serapias × garganica (S. orientalis × S. vomeracea)
- Serapias × godferyi (S. cordigera × S. neglecta)
- Serapias × halacsyana (S. bergonii × S. cordigera)
- Serapias × halicarnassia (S. bergonii × S. orientalis subsp. carica)
- Serapias × intermedia (S. lingua × S. vomeracea)
- Serapias × kelleri (S. cordigera × S. vomeracea)
- Serapias × lupiensis (S. lingua × S. politisii)
- Serapias × meridionalis (S. lingua × S. neglecta)
- Serapias × oulmesiaca (S. lingua × S. cordigera subsp. cordigera)
- Serapias × provincialis (S. cordigera × S. olbia)
- Serapias × pulae (S. istriaca × S. lingua)
- Serapias × rainei (S. cordigera × S. parviflora)
- Serapias × todaroi (S. lingua × S. parviflora)
- Serapias × walravensiana (S. orientalis subsp. carica × S. lingua)

## Hình ảnh

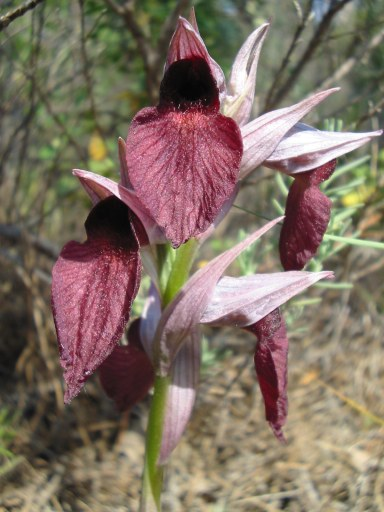
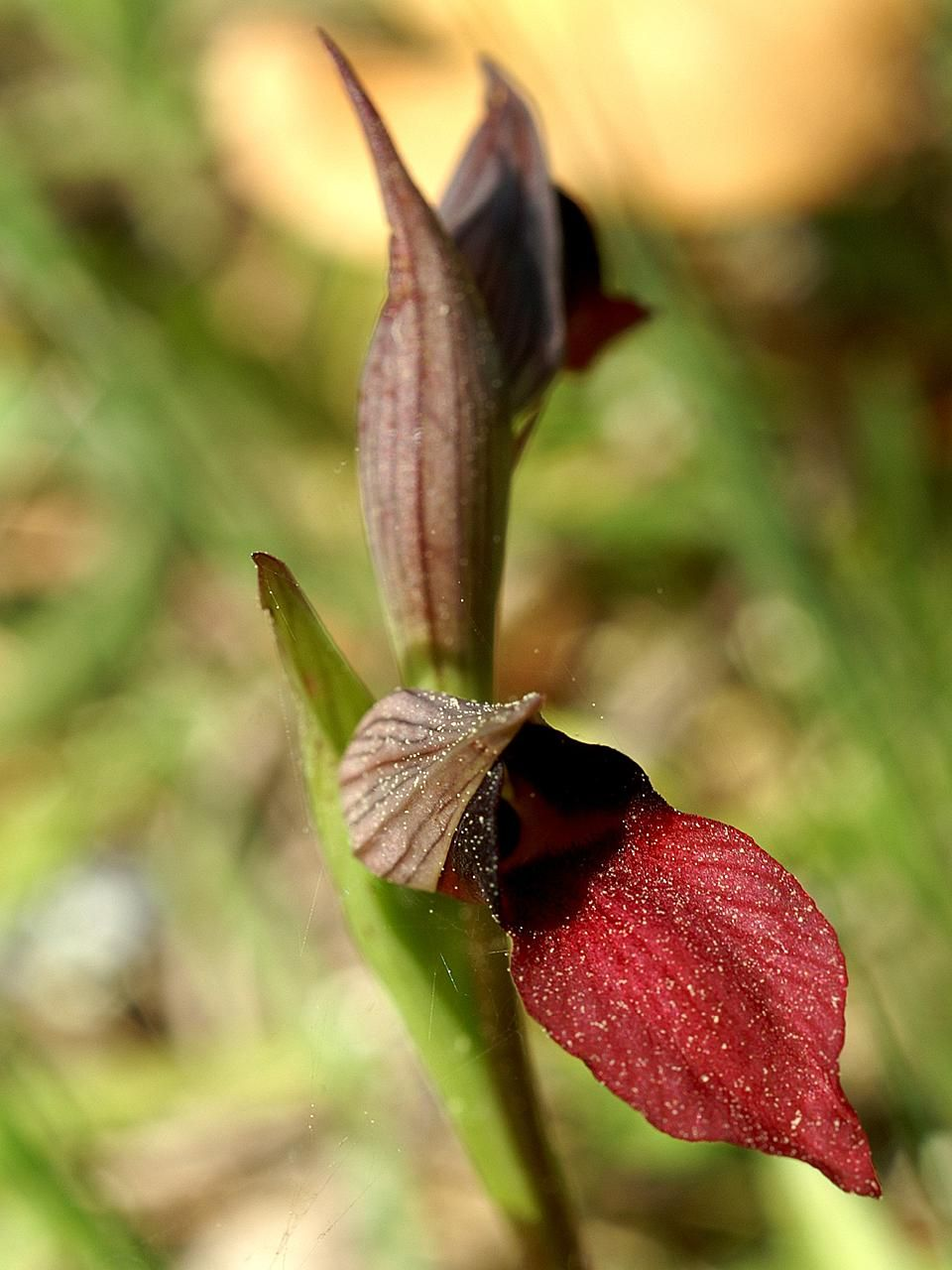
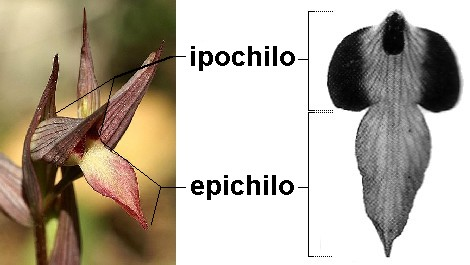